# Eddie Kuligowski
Eddie Kuligowski (22. července 1946 Montargis – 15. ledna 2021) byl francouzský fotograf.

## Životopis
Kuligowski studoval v reklamním ateliéru fotografie před nástupem do agentury Viva, poté VLOO. Počínaje rokem 1973 byly jeho černobílé fotografie publikovány několikrát ročně, například v magazínech Camera International nebo Zoom. Vystavoval na mezinárodní úrovni.
V roce 1976 získal Kuligowski ocenění Prix Niépce, nejprestižnější fotografickou cenu ve Francii. V 80. a 90. letech pořizoval módní a reklamní fotografie, které byly publikovány v časopisech jako Harper's Bazaar. V roce 2000 začal jako lektor vést fotografické kurzy a trénovat stážisty.
Eddie Kuligowski zemřel 15. ledna 2021 ve věku 74 let.

## Sbírky
- Francouzská národní knihovna
- Musée Nicéphore-Niépce
- Musée Réatu
- Musée Cantini

## Publikace
- Transmigration (1977)
- Livre premier (1992)
- Rochefort et la Corderie Royale (1995)
- Paris Romance (2000)
- Parisienne(s) (2001)
- Paroles de femmes, la liberté du regard (2007)
- La photographie en France, des origines à nos jours (2008)